# Клингенберг, Карл Фёдорович
Карл Фёдорович Клингенберг (1772—1849) — русский генерал от инфантерии, военный педагог.

## Биография
Родился 20 сентября (1 октября) 1772 года.
По окончании Артиллерийского и Инженерного шляхетского корпуса 12 октября 1788 года произведён в штык-юнкеры и оставлен при корпусе в качестве воспитателя. В 1798 г. Клингенберг был переведён в Пажеский Его Императорского Величества корпус помощником гофмейстера и в этой должности, а затем в должности гофмейстера прослужил 23 с половиной года. За это время он получил чины капитана (1803), майора (1809), подполковника (1811), полковника (1816).
26 ноября 1816 года был награждён орденом Святого Георгия 4-й степени (№ 3070 по кавалерскому списку Григоровича — Степанова).

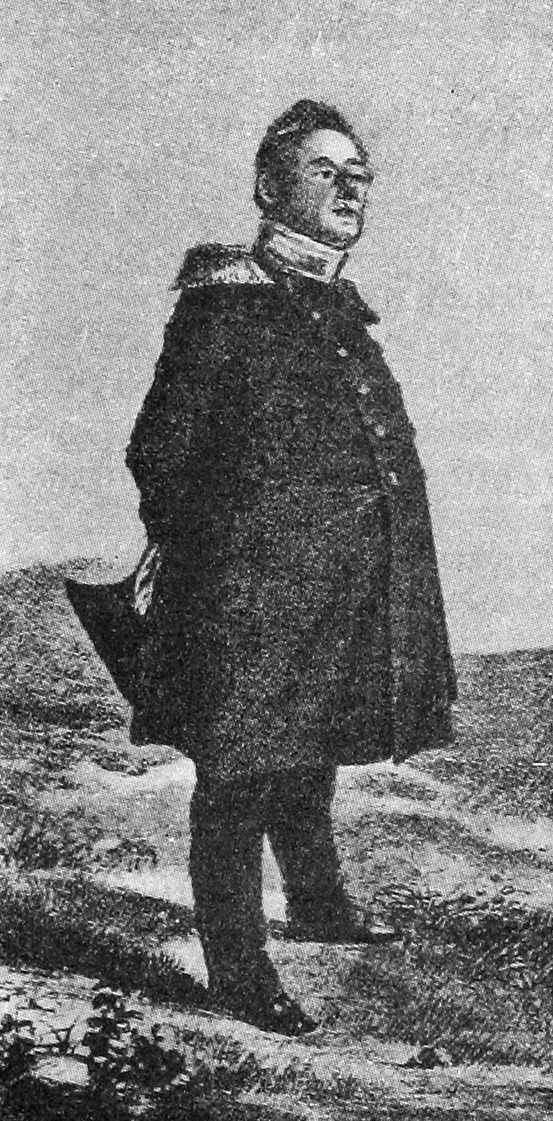
К. Ф. Клингенберг
(рисунок из «ВЭС»)

В 1822 году Клингенберг был назначен комендантом Нарвы, 1 января 1826 года произведён в генерал-майоры. 11 февраля 1828 года занял должность директора Павловского кадетского корпуса, в 1829 году, с оставлением в прежней должности, был назначен директором и Александровского кадетского корпуса, тогда же получил орден Святой Анны 1-й степени (императорская корона к этому ордену пожалована в 1832 году).
Произведённый 6 декабря 1833 года в генерал-лейтенанты, в 1834 году Карл Фёдорович Клингенберг был уволен от последней должности из-за невозможности совмещать два столь важных поста. 20 апреля 1835 году назначен исправлять должность главного директора кадетских корпусов и присутствовать в совете военно-учебных заведений с оставлением директором Павловского кадетского корпуса, также награждён орденом Святого Владимира 2-й степени.
Клингенберг пользовался большим расположением Аракчеева, и у потомков Клингенберга сохраняется весьма любопытная переписка Клингенберга и его жены с графом Аракчеевым, Настасьей Минкиной и Михаилом Шуйским.
12 октября 1838 году, во внимание к всеподданнейшей просьбе многочисленных воспитанников Клингенберга (1606 офицеров), император Николай I разрешил праздновать 50-летний юбилей его службы. В этот день Клингенберг получил орден Белого Орла, и государь повелел обратить в пожизненную пенсию всё получаемое им содержание (11 833 р. ассигнациями в год). В день юбилея в одной из зал Второго кадетского корпуса была помещена мраморная доска с надписью «1788 г. Карл Клингенберг».
В 1843 году Клингенберг был произведён в генералы от инфантерии.
Историк Пажеского корпуса Д. М. Левшин считает Клингенберга одним из первых серьёзных пионеров военно-педагогического дела в России. Он был немец, но душой сделался русским, полюбил русское юношество и отдал воспитанию его всего себя нераздельно. В 1848 году Клингенберг праздновал 60-летний юбилей. В этот день он был удостоен Высочайшим пожалованием бриллиантового перстня с портретом императора Николая I.
Умер 19 ноября (1 декабря) 1849 года в Санкт-Петербурге и был похоронен на Смоленском евангелическом кладбище.

## Семья
Жена Карла Фёдоровича — Катарина Гогель. У них родились дочь Елизавета (в замужестве Вишнякова) и три сына: Михаил (его жена Елизавета Николаевна, урождённая Пущина, была начальницей Санкт-Петербургского Елизаветинского женского института), Ростислав и Николай.
Внуки: директор Полтавского кадетского корпуса генерал-майор Михаил Михайлович Клингенберг; сенатор Николай Михайлович Клингенберг; губернатор Александр Михайлович Клингенберг.